# Mujeres Creando

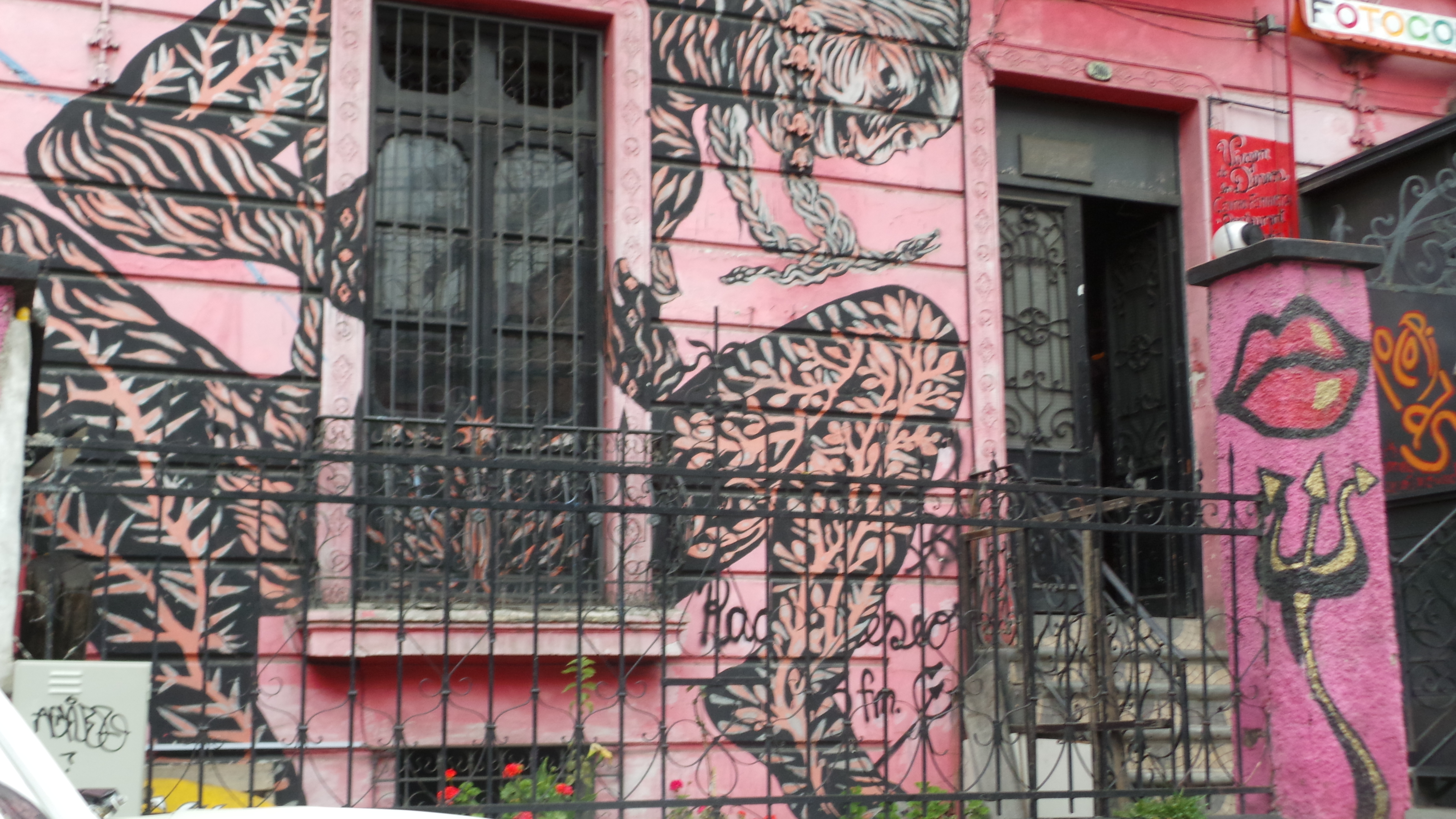
Les locaux de Mujeres Creando à La Paz en mai 2017.

Mujeres Creando (Femmes qui créent) est un collectif anarcha-féministe bolivien qui participe à différents projets contre la pauvreté, incluant la propagande, le théâtre de rue, les émissions télévisées et l'action directe.
Le groupe a été fondé en 1992 par Julieta Paredes, María Galindo et Mónica Mendoza, et d'autres femmes dont deux des seules militantes ouvertement lesbiennes de Bolivie.

## Historique
Mujeres Creando publie une revue, Mujer Pública (Femme publique), produit une émission de radio hebdomadaire, et gère un lieu d'accueil appelé Virgen de los Deseos (Vierge des Désirs) situé à La Paz, qui offre logement, nourriture, éducation et ateliers artisanaux aux femmes de la rue. 
Julieta Paredes décrit Mujeres Creando comme « la "folie" de trois femmes surgies de la gauche arrogante, homophobe et totalitaire de la Bolivie des années 1980, où l'hétérosexualité était encore le modèle et le féminisme était vu comme un élément de division ».
Mujeres Creando est médiatisé au niveau international lors de sa participation à l'occupation en 2001 de l'Agence de Supervision des Banques de Bolivie, en solidarité avec la Deudora, une organisation pour les endettés envers les institutions de microcrédit. Les occupants, armés de dynamite et de cocktails Molotov, demandaient l'effacement total des dettes, et reçurent à cet égard un certain succès, quoique limité[pas clair]. Julieta Ojeda, membre de Mujeres Creando, expliqua qu'« en réalité les institutions financières commettaient usure et extorsion, escroquant les gens et exploitant leur ignorance, en leur faisant signer des contrats qu'ils ne comprenaient pas. ». Cependant, Mujeres Creando nia que leurs membres aient participé directement à l'occupation.
En août 2002, des membres du collectif et des partisans impliqués dans la production d'un film éducatif dénonçant la violence envers les femmes furent détenus par la police de La Paz, dont la violence fut plus tard accusée par la International Gay and Lesbian Human Rights Commission.

## Sur l'avortement
Mujeres Creando se revendique un groupe pro-choix, selon la philosophie libertaire de souveraineté sur son propre corps. María Galindo explique que la pénalisation de la pratique d'interruption de grossesse est approuvée par les "avorteurs" pour pouvoir extorquer de l'argent aux femmes qui ont besoin d'une intervention, et qui pour la plupart sont des adolescentes issues de milieux pauvres.
En parallèle, le collectif considère que l'éducation sexuelle doit faire partie intégrante du programme de toutes les structures éducatives secondaires en Bolivie, où, affirme-t-il, le thème de la sexualité est un tabou moral légitimant une sexualité violente et machiste. L'organisation accuse le gouvernement du président Evo Morales de ne pas prendre de mesures concrètes contre ce problème, ou pour améliorer la situation en général des femmes du pays. Mujeres Creando sollicita du Ministère de la Santé une enquête sur la prolifération des laboratoires clandestins où se pratiquent des avortements, mais ne reçut aucune réponse positive à sa demande.

## Filmographie
Les Mujeres creando ont notamment réalisé Acciones-Creando Mujeres (2001, 53 min) et Mama no me lo dijo (2003, 52 min), deux films distribués en France par Le peuple qui manque.